# Deltas de San Francisco
Maillots
Dernière mise à jour : 12 novembre 2017.
Les Deltas de San Francisco (en anglais : San Francisco Deltas), est une franchise de soccer professionnel basée à San Francisco, dans l'État de Californie, fondée en 2016. La franchise évolue en North American Soccer League, le deuxième niveau dans la hiérarchie nord-américaine.

## Histoire
Le 29 mars 2016, San Francisco devient une nouvelle franchise de la North American Soccer League à compter de la saison 2017. La franchise est administrée par un groupe dirigé par Brian Andrés Helmick. Le groupe d'investisseur de la Silicon Valley comprend aussi, Jonathan Peachey, Danny Khatib, et Josh McFarland. 
Le 17 août 2016, le premier entraîneur-chef de l'histoire du club est l'ancien entraîneur des Swope Park Rangers, Marc Dos Santos.
Pour la première rencontre de son histoire, les Deltas fait un match nul de 1-1 contre l'Eleven d'Indy au Kezar Stadium devant 4 133 spectateurs, le 25 mars 2017. Kyle Bekker inscrit le premier but de l'histoire de la franchise.
Après une saison inaugurale exceptionnelle où l'entraîneur de la franchise, Marc Dos Santos, est nommé entraîneur de l'année, les Deltas l'emportent 2-0 contre les Cosmos de New York, pourtant doubles tenants du titre.
Le 24 novembre 2017, les propriétaires des Deltas annoncent que la franchise quitte la North American Soccer League et met fin à ses opérations comme franchise professionnelle.

## Palmarès et records

### Palmarès
| Compétitions nationales                          |
| - North American Soccer League - Champion : 2017 |

### Bilan par saison
| Année | Ligue       | Saison régulière | Saison régulière | Saison régulière | Saison régulière | Saison régulière | Saison régulière | Saison régulière | Position | Position | Séries éliminatoires | US Open Cup    | Affl. moy. saison régulière | Affl. moy. séries éliminat. |
| Année | Ligue       | M                | V                | N                | D                | BP               | BC               | Pts              | Conf.    | Ligue    | Séries éliminatoires | US Open Cup    | Affl. moy. saison régulière | Affl. moy. séries éliminat. |
| ----- | ----------- | ---------------- | ---------------- | ---------------- | ---------------- | ---------------- | ---------------- | ---------------- | -------- | -------- | -------------------- | -------------- | --------------------------- | --------------------------- |
| 2017  | NASL Spring | 16               | 7                | 5                | 4                | 17               | 20               | 26               | 2e       | 2e       | Champion             | Quatrième tour | 2 575                       | 6 639                       |
| 2017  | NASL Fall   | 16               | 7                | 7                | 2                | 24               | 15               | 28               | 2e       | 2e       | Champion             | Quatrième tour | 2 575                       | 6 639                       |

## Stade
Les Deltas joue ses rencontres à domicile au Kezar Stadium, une enceinte de soccer d'une capacité de 10 000 spectateurs situé au sud-est du Golden Gate Park. En décembre 2016, des rénovations du stade sont commencées pour quatre millions dont un million de dollars par les Deltas. 

## Personnalités du club

### Entraîneurs
Le tableau suivant présente la liste des entraîneurs du club en 2017.
| Rang | Nom             | Période |
| ---- | --------------- | ------- |
| 1    | Marc Dos Santos | 2017    |

### Effectif professionnel actuel
| N° | Nat.                   | Poste | Nom du joueur     |
| -- | ---------------------- | ----- | ----------------- |
| 1  | Drapeau de la France   | G     | Romuald Peiser    |
| 2  | Drapeau des États-Unis | D     | Bryan Burke       |
| 3  | Drapeau du Canada      | D     | Nana Attakora     |
| 4  | Drapeau des États-Unis | M     | Tyler Gibson      |
| 5  | Drapeau des Pays-Bas   | D     | Kenny Teijsse     |
| 6  | Drapeau des États-Unis | D     | Patrick Hopkins   |
| 7  | Drapeau du Brésil      | M     | Jackson           |
| 8  | Drapeau de l'Espagne   | M     | Cristian Portilla |
| 9  | Drapeau des États-Unis | A     | Tom Heinemann     |
| 10 | Drapeau du Canada      | M     | Kyle Bekker       |
| 11 | Drapeau du Brésil      | A     | Pablo Dyego       |

| No. | Nat.                   | Position | Nom du joueur    |
| --- | ---------------------- | -------- | ---------------- |
| 12  | Drapeau d'Haïti        | G        | Steward Ceus     |
| 14  | Drapeau des États-Unis | M        | Saalih Muhammad  |
| 15  | Drapeau du Canada      | M        | Maxim Tissot     |
| 17  | Drapeau des États-Unis | A        | Devon Sandoval   |
| 20  | Drapeau du Canada      | D        | Karl Ouimette    |
| 23  | Drapeau des États-Unis | M        | Greg Jordan      |
| 24  | Drapeau des États-Unis | G        | Alex Mangels     |
| 25  | Drapeau des États-Unis | M        | Danny Cruz       |
| 27  | Drapeau des États-Unis | M        | Andrew Lubahn    |
| 30  | Drapeau des États-Unis | M        | Michael Stephens |
| 35  | Drapeau du Brésil      | D        | Reiner           |

## Logo et couleurs
Le 30 janvier 2016, la franchise dévoile le logo de l'équipe, et les couleurs. Les couleurs de la franchise sont le noir et le rouge.

## Soutien et image

### Groupes de partisans
Le principal groupe de partisans des Deltas sont la Delta Force.